# Železniško postajališče Lavrica
Železniško postajališče Lavrica je postajališče železniške proge Ljubljana–Metlika na Lavrici. Zgrajeno je bilo leta 2018, prvi vlak pa je na njem ustavil 9. decembra istega leta.

## Zgodovina
V bližini še vedno stoji ohranjena stavba prejšnjega postajališča, ki je bilo ukinjeno leta 1972.
| Predhodna postaja/postajališče | Slovenske železnice | Slovenske železnice                         | Slovenske železnice | Naslednja postaja/postajališče |
| ------------------------------ | ------------------- | ------------------------------------------- | ------------------- | ------------------------------ |
| Ljubljana Rakovnik             |                     | Slovenske železnice Ljubljana–Metlika–d. m. |                     | Škofljica                      |